# Mir Mossavver
 (février 2023).
Si vous disposez d'ouvrages ou d'articles de référence ou si vous connaissez des sites web de qualité traitant du thème abordé ici, merci de compléter l'article en donnant les références utiles à sa vérifiabilité et en les liant à la section « Notes et références ».
Pour les articles homonymes, voir Mossavver.

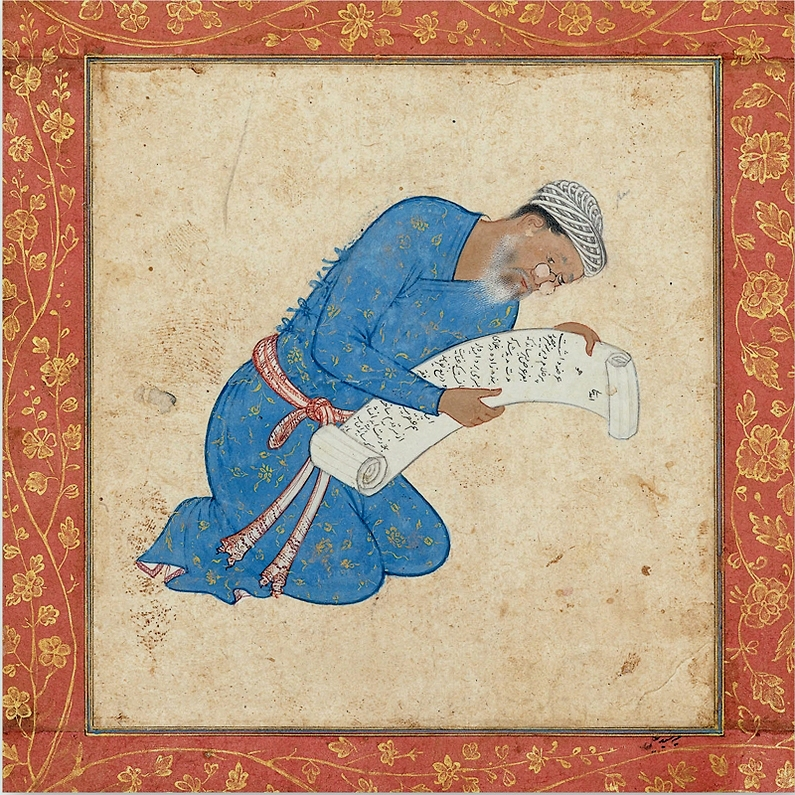
Mir Seïd Ali; Portrait posthume de Mir Mossavvir (musée Guimet, Paris), vers 1565-1570

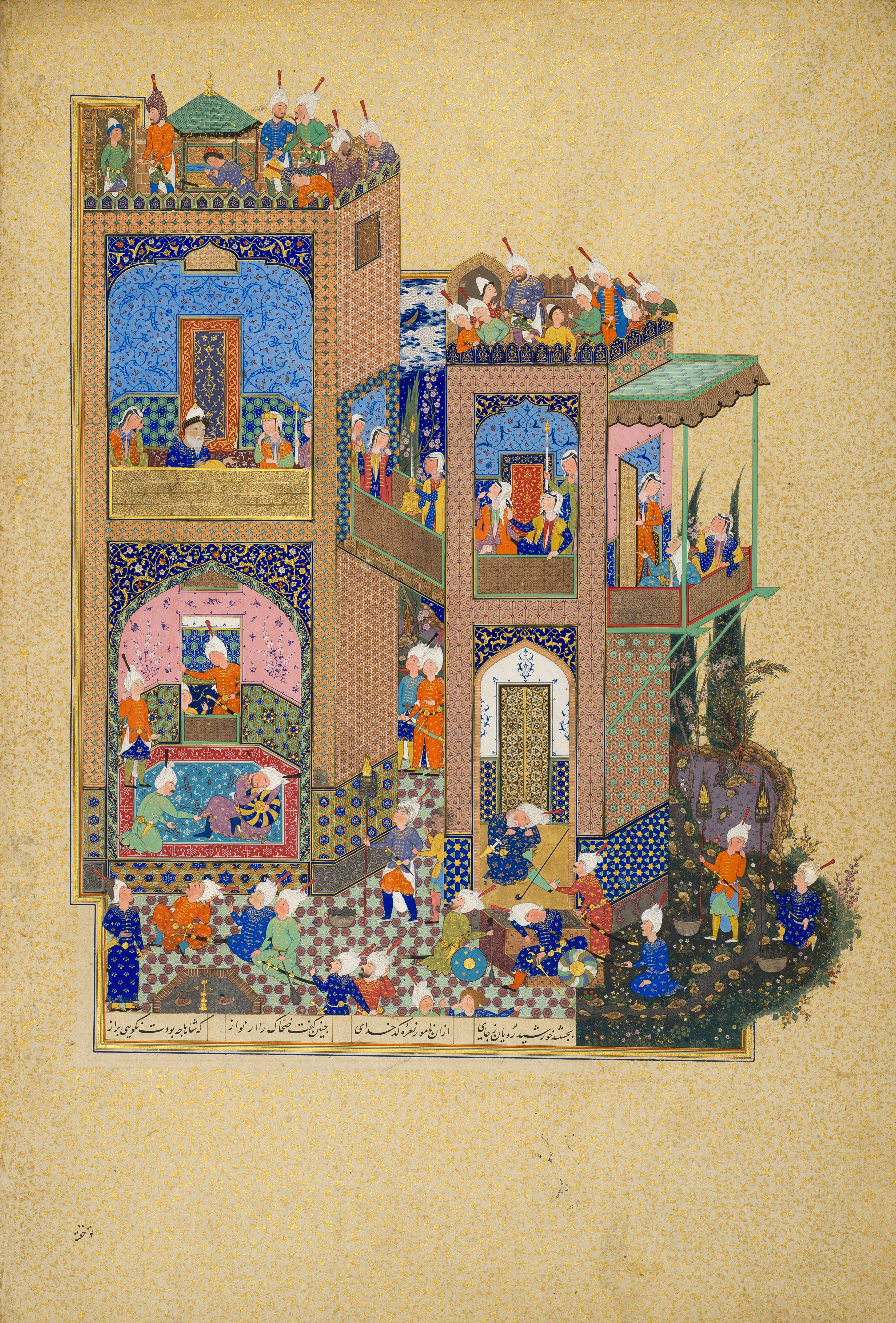
Le cauchemar du tyran Zahhaq, miniature du Grand Shâhnâmeh de Shah Tahmasp (1525-1535), collection privée.

Mir Mossavver (en persan : میر مصور / Mir Moṣavver, également transcrit Mir Musavvir) est un enlumineur et peintre persan, né dans le Badakhshan à la fin du XVe siècle, actif entre 1510 et 1548 à Tabriz et mort en 1555, peut-être aux Indes. Il ne doit pas être confondu avec Mo'in Mossavvir, actif un siècle plus tard.

## Biographie
Le mot Mir est une contraction du mot émir (« chef »). Lui-même était seïd, c'est-à-dire descendant de la famille du prophète Mahomet, ce qui explique ce titre. Quant à Mossavvir, ce mot provient de l'arabe « mossavvar » et signifie peintre miniaturiste. Doust Mohammad, auteur en 1544 d'un Traité sur les calligraphes et les peintres, déclare que Mir Mossavvir et Agha Mirek, tous les deux seïds, travaillaient à la bibliothèque royale (ketâbkhâneh) du chah Tahmasp Ier (1514-1576) et ont décoré les murs du palais du frère du chah, Sam Mirza, et illustré le Grand Shâh Nâmeh de Ferdowsi appartenant à Tahmasp et le Khamseh de Nizami. L'auteur du traité compare également Mir Mossavvir au grand prophète et peintre Mani.
Rien n'est connu de la jeunesse du peintre, si ce n'est qu'il fut l'élève de Behzad et contemporain de Nizameddin Soltan Mohammad. Il s'est installé à Tabriz, capitale de la cour des Séfévides, pour devenir l'un des enlumineurs les plus prisés de la bibliothèque royale et pour former plusieurs générations de maîtres talentueux, notamment son fils Mir Seïd Ali, qui a terminé sa vie en Inde. Ce pays entre en particulier dans la vie des peintres de Tabriz, lorsqu'en 1544 l'empereur mohgol, Humâyûn, trouve refuge à la cour de Tahmasp. Il y fait la connaissance de Mir Mossavvir et d'Abd al-Samad. De retour dans son pays, il y envoie le fils de Mir Mossavvir. Certaines sources indiquent que Mir Mossavvir serait allé le rejoindre à la fin de sa vie.

## Œuvre

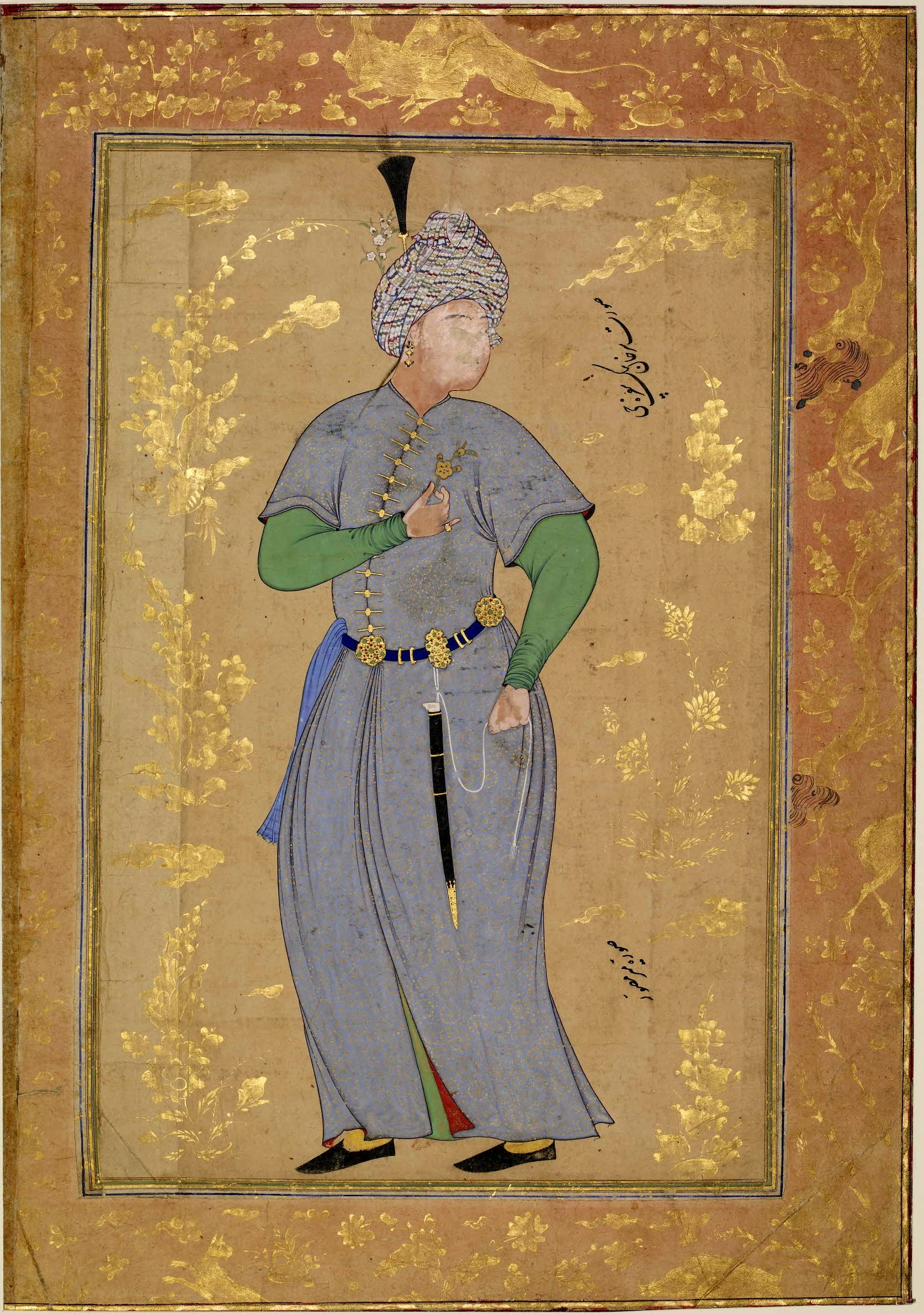
Portrait de Sarkhan-Bek Sufratchi (1530-1540), British Museum.

Les spécialistes reconnaissent à Mir Mossavvir un grand talent dans les coloris et la finesse des décors. Welch indique que Mir Mossavvir est aussi l'auteur de fresques de plusieurs palais, en particulier pour la salle des miroirs (djamkhâneh) du palais de Sam Mirza, en collaboration avec Agha Mirek et Djalal ad-Din Mirek. Welch précise que Mir Mossavvir est la figure centrale des peintres qui ont participé à l'élaboration du fameux Shâh Nâmeh de Tahmasp, commandé en 1525-1535. Ce grand livre manuscrit comporte 742 pages de 47 x 31,8 cm avec 258 miniatures. Une majorité d'entre elles sont du pinceau de Mir Mossavvir, ou en collaboration avec d'autres peintres. Celle qui représente Manoutchir sur son trône est signée de sa main.
Il a également signé deux autres œuvres: l'une du Khamseh de Nizami, commandé par le chah en 1539-1543: Anouchirvan et les chouettes (1539-1543) et l'autre le Portrait de Sarkhan-Bek Sufratchi (entre 1530 et 1540), qui dirigeait la table du palais royal. Ce portrait se trouve aujourd'hui au British Museum. Son visage a été abîmé par des iconoclastes, mais les fins coloris du turban sont bien visibles.
Dans le Khamseh (voir Khamsé) réalisé dans les années 1550 à la commande de l'empereur moghol Humâyûn, Mir Mossavvir a laissé sa signature à deux reprises. Le manuscrit a sans doute été composé à Kaboul qui fut la capitale moghole entre 1545 et 1555. La plupart des spécialistes estiment qu'ensuite le maître s'est installé en Inde, mais des traces indubitables de son œuvre n'y ont pas encore été trouvées.